# Gustavo Barchilon
Gustavo Fiszman Barchilon, conhecido artisticamente como Gustavo Barchilon, é ator, diretor e produtor de teatro, com especialização em teatro musical. Formado em Letras com ênfase em Artes Cênicas pela PUC-Rio, Gustavo se consolidou como um dos principais nomes da cena teatral moderna no Brasil.
Vencedor de diversos prêmios de teatro, ele se destacou por seus trabalhos em produções aclamadas como Barnum, Funny Girl e Something Rotten. 

## Biografia
Gustavo Barchilon é graduado em Letras com ênfase em Artes Cênicas pela PUC-Rio, iniciou sua trajetória profissional muito cedo, como ator, e foi reconhecido com o prêmio de Destaque pela Veja Rio em 2007, por sua colaboração com o Alessandro Dovalle. Em 2009, ao atuar em um espetáculo de Domingos Oliveira, passou a exercer a função de diretor assistente, acumulando vasta experiência em diversos espetáculos no Brasil. Ao longo de sua carreira, estabeleceu uma parceria com Charles Moeller e Claudio Botelho, atuando como diretor assistente nas produções de Kiss Me Kate, Nine, Cinderella R&H, Rocky Horror Show e What Ever Happened to Baby Jane?. Em 2018 e 2019, integrou a equipe responsável pela produção dos espetáculos do Cirque du Soleil em cidades brasileiras.
No cenário internacional, em 2020, trabalhou no musical Magic Mike no West End, em Londres. No ano seguinte, assinou a direção do musical Barnum e, logo após, da aclamada peça 4000 Miles de Amy Herzog. Em 2022, foi amplamente reconhecido, recebendo inúmeras indicações nas principais premiações do teatro, e conquistou o prêmio de Melhor Diretor no Did Awards por seu trabalho em Barnum. 
Em 2023, Gustavo dirigiu os musicais Funny Girl,  Something Rotten  e SpongeBob, sendo indicado ao Prêmio Bibi Ferreira de Melhor Diretor  e ganhando, novamente, o prêmio de Melhor Diretor no Did Awards. Além disso, recebeu o prêmio Arcanjo como Melhor Diretor de Teatro de 2023 e foi reconhecido pelo jornal Folha de São Paulo como um dos mais importantes diretores da cena contemporânea brasileira. Também foi nomeado “Príncipe dos Musicais” pela Broadway World. 

## Direção artística - Copacabana Palace
Além de sua destacada carreira artística no teatro, Gustavo Barchilon atua também como Diretor Artístico do renomado Hotel Copacabana Palace,   no Rio de Janeiro. Nesse cargo, é responsável pela curadoria e direção artística dos maiores eventos do hotel, incluindo a assinatura do famoso Baile de Carnaval - Baile do copa, o qual dirige já mais de quatro anos consecutivos.  
Bailes
| Ano  | Título                                    |
| ---- | ----------------------------------------- |
| 2022 | Teatro Esmeralda                          |
| 2023 | Túnel do tempo 100 anos Copa Palace       |
| 2024 | Extravangard - Extravagância da Vanguarda |
| 2025 | Infinito azul                             |

## Prêmios
- Prêmio Arcanjo
- Prêmio DID

## Carreira

### Teatro
Como diretor
| Ano                         | Título              | Ref.   |
| --------------------------- | ------------------- | ------ |
| 2021                        | Barnum              | [ 10 ] |
| 2022                        | 4000 Miles          | [ 11 ] |
| 2023                        | Funny Girl          | [ 12 ] |
| 2023                        | Alguma Coisa Podre! | [ 13 ] |
| 2023                        | SpongeBob           | [ 14 ] |
| 2024                        | Rio Uphill          | [ 15 ] |
| 2025                        |                     |        |
| Dreamgirls                  | [ 16 ]              |        |
| Titanique                   | [ 17 ]              |        |
| Músicas que fiz em seu nome | [ 18 ]              |        |
| Alice by Heart              | [ 19 ]              |        |

## Prêmios e indicações
| Ano  | Prêmio                                   | Categoria      | Nomeações           | Resultado | Ref.   |
| ---- | ---------------------------------------- | -------------- | ------------------- | --------- | ------ |
| 2022 | Prêmio DID                               | Melhor Diretor | Barnum              | Venceu    | [ 20 ] |
| 2023 | Prêmio DID                               | Melhor Diretor | Alguma Coisa Podre! | Venceu    | [ 21 ] |
| 2023 | Prêmio Arcanjo                           | Melhor Diretor | Alguma Coisa Podre! | Venceu    | [ 22 ] |
| 2023 | Prêmio Bibi Ferreira                     | Melhor Diretor | Alguma Coisa Podre! | Indicado  | [ 23 ] |
| 2024 | Prêmio Bibi Ferreira                     | Melhor Diretor | Funny Girl          | Indicado  | [ 24 ] |
| 2024 | Os Destaques da Cena por Daniel Schenker | Espetáculo     | Alguma Coisa Podre! | Venceu    | [ 25 ] |